# História de Barbados
A ilha foi descoberta na primeira expedição de Cristóvão Colombo em 1492, mas não chegou a ser colonizada pelos espanhóis.
Entre 1536 e 1627 foi visitada por Portugueses, que a denominaram "Os Barbados" ou "O Barbudo", devido ao aspecto das figueiras nativas da ilha. Estes, de passagem para o Brasil, foram os responsáveis pela introdução dos porcos encontrados posteriormente no estado selvagem, pelos colonizadores ingleses.
Os primeiros britânicos encontraram a ilha desabitada em 14 de maio de 1625, e o seu capitão, John Powell, reclamou a posse da ilha em nome de Jaime I de Inglaterra.
Os primeiros colonos desembarcaram em 17 de fevereiro de 1627, na área da atual Holetown (anteriormente Jamestown), um grupo de 90 pessoas dentre eles dez escravos africanos sob o comando do mesmo capitão Powell. Esse estabelecimento foi financiado por Sir William Courteen, um rico comerciante de Londres, que arrematara à Coroa os direitos de exploração sobre Barbados e várias outras ilhas não reclamadas na região. Desse modo, os primeiros colonos eram arrendatários, e os lucros do empreendimento destinavam-se a Courteen e à sua empresa.
Mais tarde, Courteen perdeu os direitos de exploração para James Hay, 1.º conde de Carlisle no episódio conhecido como "Great Barbados Robbery". Carlisle, em seguida, nomeou como governador a Henry Hawley, que por sua vez estabeleceu a chamada "Casa da Assembleia" (1639), num esforço para apaziguar os ânimos dos plantadores, que poderiam opor-se à sua controversa nomeação. 
Nos primeiros anos de colonização, a maioria da população era branca e do sexo masculino, com escravos africanos fornecendo pequena parte da mão-de-obra. Cultivava-se o tabaco, o algodão, o gengibre e o índigo plantados por trabalhadores europeus até ao início da agro-manufatura do açúcar.
Tendo obtido a independência em 1966, desde então, tem vivido conforme uma orientação socialista moderada, mantendo sempre uma grande estabilidade política. Membro da Comunidade Britânica, o país é governado por um primeiro-ministro apoiado pelo Senado e pela Assembléia.
Em 2021 Barbados aboliu sua monarquia e se tornou uma República. 